# Biórków Wielki
Biórków Wielki (prononciation : [ˈbjurkuv ˈvjɛlkʲi]) est une localité polonaise de la gmina de Koniusza, située dans le powiat de Proszowice en voïvodie de Petite-Pologne.